# Luigi Lovaglio
Luigi Lovaglio (ur. 4 sierpnia 1955 w Potenzie, Włochy) – włoski bankowiec, prezes zarządu Banku Pekao SA w latach 2011–2017, od 2022 prezes zarządu Banca Monte dei Paschi di Siena.

## Życiorys
Ukończył studia w dziedzinie ekonomii i handlu na Uniwersytecie w Bolonii.
Od 1973 zatrudniony w grupie UniCredit. W 1997 mianowany szefem Departamentu Planowania Strategicznego grupy UniCredit, zaangażowany w procesy fuzji w i przejęć ramach grupy. W 1999 brał udział w integracji Banku Pekao S.A. z grupą UniCredit. W 2007 kierował także projektem połączenia Banku Pekao S.A. z Bankiem BPH S.A.
W latach 2000–2003 zastępca prezesa zarządu i dyrektor wykonawczy Bulbank AD, największego banku w Bułgarii.
W latach 2003–2017 członek zarządu, w tym watach 2011–2017 prezes zarządu Banku Pekao S.A.. W 2016, ostatnim pełnym roku pełnienia swojej funkcji, był najlepiej zarabiającym prezesem banku komercyjnego w Polsce, z wynagrodzeniem sięgającym 12 mln zł rocznie. Po przejęciu banku przez PZU oraz Polski Fundusz Rozwoju został odwołany z funkcji.
Od lutego 2022 pełni funkcję prezesa najstarszego nieprzerwanie działającego banku na świecie, włoskiego Banca Monte dei Paschi di Siena.

## Odznaczenia i nagrody
- Kawaler Order Zasługi Republiki Włoskiej (2019)[6]
- Komandor Orderu Gwiazdy Solidarności Włoskiej (2007)[7]
- Kawaler Orderu Gwiazdy Solidarności Włoskiej (2007)[8]
- Odznaka Honorowa „Za zasługi dla bankowości Rzeczypospolitej Polskiej” przyznana przez prezesa Narodowego Banku Polskiego (Polska, 2016)[9]